# Hotel Polonia Palast
L'Hotel Polonia Palast est un hôtel de Łódź, en Pologne.

## Histoire
L'Hôtel Palast a été construit de 1910 à 1912.
Le bâtiment était très moderne pour son époque, parce qu'il avait le chauffage central, la lumière électrique, un ascenseur, une blanchisserie chimique-électrique, un téléphone, l'eau courante et des équipements complets. Après la Première Guerre mondiale, les propriétaires de l'hôtel étaient les frères Léopold Dobrzyński et Maurycy Dobrzyński. Dans les années 1920, lors de la refonte générale de l'hôtel, le nom a été changé en Polonia Palast. En 1939, le nom a été changé à nouveau, cette fois en Polonia. Après la Seconde Guerre mondiale, le bâtiment a été occupé par l'Armée Rouge et il a été installé un hôpital militaire .
En janvier 1946, l'hôtel a été remis aux autorités de la ville, qui l'ont renommé Hôtel Miejskie. Le bâtiment a été entièrement rénové dans les années 1969 à 1972. Des arcades ont été créées le long des façades sur les rues.
En 2009, une rénovation a été achevée. La façade et l'intérieur du bâtiment ont été rénovés. Outre la restauration, il a été décidé de reprendre l'ancien nom de Polonia Palast.